# Madness
Madness is een Britse band die ska met pop vermengt. Hun succesperiode ligt in de jaren tachtig. Sinds 1979 heeft de band ruim 30 singles en 16 albums uitgebracht. De groep is nog steeds actief.
Madness en UB40 hebben in de jaren '80 beide exact 214 weken in de Britse top 40 doorgebracht en delen hiermee het record voor het doorbrengen van de meeste weken in de Britse top 40 in de jaren '80. Madness deed dit echter in een kortere periode (1980-1986).

## Biografie

### 1976-1979; beginperiode
De band werd eind 1976 opgericht in Londen door pianist Mike 'Monsieur Barso' Barson (22 april 1958), gitarist Chris 'Chrissy Boy' Foreman (8 augustus 1956) en saxofonist Lee 'El Thommo' Thompson (5 oktober 1957); drie jeugdvrienden met een verleden in straatbendes en een voorliefde voor ska, reggae en Motown.
De eerste helft van 1977 repeteerden ze op de kamer van Barson met drummer John Hasler en bassist Carl Smyth (14 januari 1959); in eerste instantie zouden ze zich The Pirates noemen, maar omdat er al een groep bestond die The Pirates (voorheen Johnny Kidd and the Pirates), werd het The (North London) Invaders.
De Invaders debuteerden 30 juni 1977 op een verjaardagsfeest. Van de aanwezigen toonde alleen Graham 'Suggs' McPherson (13 januari 1961) belangstelling; hij voegde zich bij de band nadat iemand hem op een avond See You Later Alligator hoorde zingen, het enige nummer waarvan hij de tekst wist.
Aan het eind van het jaar hield Smyth het voor gezien omdat Barson hem een lift naar huis weigerde; Gavin Rogers werd zijn vervanger. Ook Thompson lag regelmatig in conflict met Barson, wat hem in februari 1978 een optreden kostte. Daarna verhuisde Thompson met zijn ouders naar Luton vlak boven Londen waar hij zich aansloot bij Gilt Edge, een band die covers speelde van Bruce Springsteen. Desondanks probeerde Thompson zo veel mogelijk aanwezig te zijn bij repetities van de Invaders.
McPherson daarentegen verspeelde zijn plek in de band omdat hij liever naar voetbalwedstrijden van Chelsea FC ging. Hasler nam de zangmicrofoon over en gaf de drumstokken aan Garry Dovey. Rogers werd vervangen door Mark 'Bedders' Bedford (24 augustus 1961) die de band aan een optreden op zijn school hielp.
De Invaders speelden ook voor het bedrijf waar Bedford werkte; McPherson keerde terug omdat Hasler op vakantie was en Daniel 'Woody' Woodgate (19 oktober 1960) werd de nieuwe drummer. Dovey was vertrokken na een ruzie met Thompson die eind 1978 definitief terugkeerde.
Omdat er al een Invaders bestond (met een contract bij het label van Sham 69-frontman Jimmy Pursey) herdoopte de band zich in februari 1979 tot Madness, naar een song van de Jamaicaanse ska-zanger Prince Buster; daarna pas kwamen er vaker verzoeken om op te treden. Smyth werd gevraagd om de band aan te kondigen en deed dat met uitspraken die van Prince Buster zijn geleend ("HEY YOU, DON'T WATCH THAT...").

### 1979-1980; The Prince, One Step Beyond en 2 Tone-tournee
In mei 1979 maakte Madness kennis met de min of meer gelijkgestemde ska-groep The Specials; deze formatie uit Coventry toerde destijds door het Londense clubcircuit ter promotie van debuutsingle Gangsters die op het eigen platenlabel 2 Tone was uitgebracht. Toetsenist/oprichter Jerry Dammers bood Madness een contract aan voor eenmalige single en een aantal voorprogramma's. Een van die voorprogramma's was tijdens de 2 Tone-avond op 21 juli in de heropende Electric Ballroom; openingsact was het pas opgerichte The Selecter.
Op 10 augustus 1979 verscheen de debuutsingle van Madness: The Prince was geschreven door Thompson als eerbetoon aan Prince Buster wiens Madness op de B-kant stond. Nadat The Prince in september de zestiende plaats in de Britse top 40 haalde tekende Madness een contract bij Stiff, het platenlabel van Dave Robinson op wiens bruiloft de band speelde. Het debuutalbum (One Step Beyond) opgenomen.
Op 19 oktober, Woodgates 19e verjaardag, begon Madness met The Specials en The Selecter aan een uitverkochte tournee door heel Groot-Brittannië. De 2-Tone-tournee werd een succes, hoewel rechts-extremisten menig optreden kwamen verstoren. Madness werd door de pers verantwoordelijk gehouden omdat het als enige van de drie bands volledig uit blanke muzikanten bestond. Bovendien plaatste het blad New Musical Express een interview met verdraaide uitspraken van Smyth die suggereerden dat hij geen probleem zou hebben met aanhangers van het National Front.
Dit leidde ook tot het misverstand dat Madness vanwege deze incidenten door Dexy's Midnight Runners (die de inspiratie uit de soulmuziek van de jaren zestig haalde ) was vervangen voor de 2 Tone-optredens na 14 november 1979. De ware reden was dat er een mini-tournee door Amerika stond gepland; One Step Beyond zou daar pas na de jaarwisseling worden uitgebracht op Sire. Smyth kreeg een vaste plek in de band als trompettist en tweede zanger.
Ondanks alle controverse bereikte het eind oktober uitgebrachte One Step Beyond de tweede plaats in de Britse albumlijsten; het bleef er 78 weken staan. De gelijknamige single werd de eerste van negen top 10-hits op rij. De tweede single, My Girl, verscheen 21 december 1979. Vanwege de releasedatum dreigde deze een stille dood te sterven, maar schoot begin 1980 door naar de Britse top 40 om uiteindelijk de tweede plaats te halen.

### 1980; tournees door Europa en Amerika
Begin 1980 toerde Madness door Europa; België werd aangedaan van 22 tot 26 januari en Nederland van 30 januari tot 3 februari. KRO maakte opnamen van het concert op 2 februari in Paradiso; Barson ontmoette zijn toekomstige echtgenote Sandra met wie hij meer dan twintig jaar getrouwd zou blijven.
Omdat Madness aan populariteit won bij de jeugd, gaf de band op 16 februari 1980 een kindermatinee in de Hammersmith Odeon op 16 februari 1980 (zelfs de aanwezige journalisten waren minderjarig) alvorens naar Amerika te vertrekken voor een eveneens uitgebreide tournee.
Geïnspireerd door de Too Much Too Young-EP van The Specials brengt Madness in april Work Rest & Play uit, gedragen door het van One Step Beyond afkomstige Night Boat to Cairo en gecompleteerd door drie nieuwe nummers. Ter promotie daarvan toerde Madness zes weken door Groot-Brittannië en Europa; in Nederland was de band 2 juni te zien in het televisieprogramma Rock Planet (TROS Top 50) en 3 juni tijdens het Festival of Fools in Amsterdam.

### 1980-1981; Absolutely en Take It Or Leave It
In de zomer van 1980 werkte Madness aan het tweede album dat 26 september werd uitgebracht. Op Absolutely waren meer Motown- en variété-invloeden te horen dan op One Step Beyond. Met de voorafgegane single Baggy Trousers (een reactie op Another Brick in the Wall van Pink Floyd) manifesteerde Madness zich met pakkende liedjes en humoristische videoclips met een onderliggende boodschap.
Gedurende de rest van het jaar werd er door Europa (oktober) en Groot-Brittannië (december) getoerd. 18 oktober 1980 stond Madness in een uitverkochte Jaap Edenhal tijdens het Countdown Festival met Raymond van het Groenewoud en The Specials. Een week later kwam Absolutely de Nederlandse albumlijst binnen om drie maanden later de toppositie te bereiken; het werd de bestverkochte plaat van 1981. Baggy Trousers en opvolger Embarrassment werden de grootste hits die Madness in Nederland zou scoren. In Groot-Brittannië volgde in februari 1981 een derde single; het instrumentale Return Of The Los Palmas 7. De 12" versie bevatte als extra de eerste editie van het Madness-fanzine dat uiteindelijk vijf jaar zou bestaan.
Daarna werkte Madness aan de autobiografische film Take It or Leave It waarin de band de eigen beginperiode naspeelde. De film ging in première op 14 oktober 1981 maar zou geen kaskraker worden vanwege distributieproblemen. Fans van Madness en andere ska-gerelateerde bands zouden het later alsnog een klassieke status toedichten.
In april 1981 verscheen de nieuwe single Grey Day en ging Madness op tournee door Australië, Nieuw-Zeeland, Japan en Amerika waar het contract met Sire was beëindigd na de tegenvallende verkoopcijfers aldaar van Absolutely. In Japan werd het nummer In the City opgenomen voor een serie reclamespots ter promotie van de Honda City; deze werden pas in september gefilmd. 8 juni stond Madness op Pinkpop waar ook de bevriende bands UB40 en Ian Dury & the Blockheads acte de présence geven.

### 1981-1992; 7
Voorafgegaan door de single Shut Up bracht Madness eind september 1981 een derde album uit. 7 was in eerste instantie op de Bahama's opgenomen en bevatte licht-tropische invloeden. Het album ontving lovende kritieken.
De band toerde zes weken lang door Groot-Brittannië met in het voorprogramma The Belle Stars; ontstaan uit de asresten 2 Tone-skaband The Bodysnatchers en min of meer een vrouwelijke Madness.
Tijdens de tournee werd een coverversie opgenomen van Labi Siffres It Must Be Love; het kwam eind november 1981 op single uit en stond een maand later in de Britse top 5. Tegen die tijd gaf McPherson zijn jawoord aan Deaf School-zangeres Bette Bright met wie hij getrouwd zou blijven.
De volgende single verscheen in februari 1982 en was weer afkomstig van 7; Cardiac Arrest werd echter geboycot door de BBC omdat het over een zakenman ging die zich naar z'n werk haastte en onderweg een hartaanval kreeg. De single haalde weliswaar de 14e plaats, maar dit werd als een behoorlijke tegenvaller beschouwd omdat Madness nu geen tien top 10-hits op rij had.

### 1982; Complete Madness
Eind april 1982 verscheen de verzamel-lp Complete Madness met de nieuwe single House Of Fun die vooraf werd uitgebracht. Een maand later stonden single en album tegelijkertijd op nummer 1 in de Britse hitlijsten. Toen Complete Madness in juli ook de video top 10 aanvoerde was de hattrick compleet.
Vervolgens scoorde Madness een zomerhit met Driving In My Car; in de bijbehorende videoclip was een gastrol weggelegd voor Specials-afsplitsing Fun Boy Three (Terry Hall, Lynval Golding en Neville Staple. Omgekeerd waren leden van Madness te zien in de clip van de Funboys' The Telephone Always Rings Twice.

### 1982-1983; The Rise & Fall en succes in Amerika
In november 1982 kwam Madness met een nieuw studioalbum; The Rise & Fall klonk een stuk serieuzer dan de vorige drie platen, zowel muzikaal als inhoudelijk. De teksten gingen voornamelijk over de schade die het Margaret Thatcher-beleid had aangericht.
Hoewel de fans langzaam maar zeker begonnen af te haken stond Madness nog altijd garant voor hits en volle zalen; Our House (eind 1982) en Tomorrow's (Just Another Day) (begin 1983) zetten de tweede reeks top 10-hits voort en de Britse tournee van februari en maart 1983 was van tevoren uitverkocht.
Speciaal voor de Amerikaanse markt bracht platenlabel Geffen een titelloze Best Of uit met oude hits en nummers van Rise & Fall. Dankzij regelmatige airplay op muziekzender MTV haalde Our House in juli 1983 de zevende plaats in de Billboard Hot 100. It Must Be Love werd de Amerikaanse opvolger van Our House en bracht het tot nr. 33.
In augustus 1983 begon Madness aan een vijf weken durende tournee door de VS; als hoofdact en als voorprogramma van David Bowie en The Police.
In eigen land scoorde Madness de voorlopig laatste top 10-hits met Wings of a Dove (goed voor de tweede plaats, achter Red Red Wine van UB 40) en The Sun & The Rain.

### 1983-1984; Keep Moving, zonder Barson en zonder Stiff
Voorafgegaan door de single Michael Caine verscheen in februari 1984 Keep Moving; dit album ontving gematigde recensies. Barson had tijdens de opnamen zijn vertrek aangekondigd omdat hij de druk van het succes niet aankon; wel verleende hij zijn medewerking aan de clips van Michael Caine en One Better Day. Oorspronkelijk zou Victoria Gardens (met medewerking van ex-Beat-leden Dave Wakeling en Ranking Roger de tweede single worden, maar Dave Robinson veranderde dit op het laatste moment. Madness was niet blij met deze keuze, en dat gold ook voor een aantal andere zaken; de onevenwichtige fusie met Island, het regisseren van een nutty vleesreclames (dit tegen de zin van vegetariërs Woodgate en Barson), en Tracey Ullmans versie van My Girl (My Guy; waarop Bedford overigens heeft meegespeeld) deden Madness besluiten om het aflopende contract bij Stiff niet te verlengen.

### 1984-1985; Zarjazz, eigen platenlabel
Vanuit hun Liquidator-studio begon Madness een eigen platenlabel; Zarjazz. Deze naam was ontleend aan de strip Judge Dredd en het bijbehorende blad 2000 AD waar McPherson en Smyth grote fans van waren.
De eerste single op Zarjazz was Listen to Your Father, oorspronkelijk uitgeprobeerd tijdens de 7-periode en in de definitieve versie opgenomen met ex-Undertones-zanger Feargal Sharkey die in oktober 1984 zijn eerste solo top 30-hit te pakken had. Madness en Sharkey verschenen gezamenlijk in Top of the Pops, zij het zonder McPherson die niet aan de single had meegewerkt.
In het kielzog van Band Aid's Do They Know It's Christmas? nam Madness het initiatief om  Starvation van The Pioneers te coveren met een aantal ska- en reggae-artiesten; Ali Campbell van UB40 nam samen met de Pioneers de leadzang voor zijn rekening. Madness was vertegenwoordigd namens Woodgate en Bedford. Starvation werd in januari 1985 uitgebracht, maar de BBC weigerde het te draaien omdat het genoeg had van singles over de hongersnood in Ethiopië. De single kwam dan ook niet verder dan de 33e plaats in de Britse top 40, en als pleister op de wonde doneerde UB40 de inkomsten van hun Afrikaanse tournee.
McPherson en Smyth hadden door overbodigheid niet meegedaan aan Starvation en brachten onder het pseudoniem "The Fink Brothers" een eigen single uit; Mutants in Megacity One, wederom een eerbetoon aan Judge Dredd.

### 1985-1986; Mad Not Mad
In februari 1985 gaf Madness een geheim concert waarbij voor het eerst de nummers werden gespeeld die op de nieuwe plaat kwamen te staan. Zonder Barson wilde het echter niet vlotten met de opnamen en liepen de studiokosten hoog op. Pas in augustus zou er een nieuwe single verschijnen als voorbode van het album dat de titel Mad Not Mad meekreeg; Yesterday's Men lag in het verlengde van One Better Day en werd in een radio-interview door McPherson omschreven als "een soulvol deuntje dat (True van) Spandau Ballet als (Anarchy in the UK van) de Sex Pistols doet klinken". Het werd de twintigste Britse top 20-hit.
Mad Not Mad zag eind september 1985 het levenslicht en ontving lovende kritieken. Het publiek dacht daar echter anders over omdat het album nog serieuzer (en eigentijdser) klonk dan de twee voorgangers; Mad Not Mad kwam niet hoger dan de 16e plaats in de albumlijst en de concerten tijdens de vijf weken durende tournee (met voorprogramma van laatste 2 Tone-aanwinst The Friday Club) waren lang niet allemaal uitverkocht. Die dalende lijn zette zich door met de volgende twee singles; het ouderwets nutty Uncle Sam (nr. 21 in de Britse top 40 en nr. 1 in VARA's Clipparade) de Scritti Politti-cover The Sweetest Girl (nr. 35.).

### 1986; Utter Madness en Ghost Train, einde Seven Year Itch I
Van april tot juli 1986 toerde Madness door Australië, Amerika en de Europese festivals; zoals daar waren Glastonbury, Parkpop en ten slotte een verregende set op Roskilde.
In de zomer nam Madness demo's op voor een nieuwe plaat, maar de lol was er allang af en in september 1986 werd het einde van de band aangekondigd. Als afscheid verscheen de tweede single-/clipverzamelaar Utter Madness met daarop de nieuwe single Waiting for the Ghost-Train waaraan Barson als vanouds zijn medewerking verleende. De B-kant was het door Thompson gezongen Maybe In Another Life.

### 1988; The Madness
Eind 1986 besloten McPherson, Smyth, Foreman en Thompson om gevieren door te gaan en alsnog de opvolger voor Mad Not Mad te maken; ze tekenden een contract bij Virgin en maakten bij de opnamen veelvuldig gebruik van synthesizers en drumcomputers. Een nieuwe naam werd overwogen maar uiteindelijk kozen ze toch voor The Madness, als in The Specials.
Begin 1988 verscheen de single I Pronounce You die buiten de Britse top 40 viel. Ter promotie verscheen het kwartet eenmalig op televisie in de comedy-show Friday Night Live, bijgestaan door (ex-)leden van The Attractions en The Specials.
Het titelloze album dat in april 1988 werd uitgebracht kreeg positieve reacties, maar vestigde een nieuw dieptepunt in de Madness-geschiedenis met slechts één week op nr. 65. Mede door het ontbreken van een videoclip haalde tweede single What's That niet eens de onderste regionen van de hitlijsten. Het contract werd niet verlengd wegens het niet aanleveren van nieuwe demo's, en The Madness ging uit elkaar.

### 1989; It Must Be Love (Again)
Voorjaar 1989 werd It Must Be Love opnieuw uitgebracht na gebruik in de film The Tall Guy waarin McPherson het lied ten gehore bracht. Madness kreeg aanbiedingen om in het Gouwe Ouwe-circuit op te treden, maar wees ze allemaal af omdat de band daar niets mee te maken wilde hebben. Daarmee leek Madness nu definitief een afgesloten hoofdstuk.

### 1992; Divine Madness en Madstock
Naar aanleiding van een reclame werd It Must Be Love in januari 1992 voor de derde keer op single uitgebracht en ditmaal met meer succes; het bacht Madness terug in de top 10. Op initiatief van Smyth, inmiddels werkzaam als A&R-manager bij Go! Discs, kwamen alle zeven leden bij elkaar om zich te laten fotograferen voor de single-/clipverzamelaar Divine Madness. Van een reünie was vooralsnog geen sprake, zo vertelde Smyth in het Britse muziekblad Q. "Anders zouden we nu demo's op zak hebben en die hebben we niet, en om geld zitten we niet verlegen."
Maar door het aanhoudende succes van Divine konden ze er niet langer omheen; Madness speelde in april 1992 vier nummers tijdens een pilot voor een nieuw muziekprogramma en kondigde eind juni een reünieconcert aan in het Finsbury Park op 8 augustus (de 36e verjaardag van Foreman). Wegens grote belangstelling werd er een extra concert ingelast op 9 augustus en een try-out in het Haagse Paard op de 6e.
Door de toevoeging van een uitgebreid voorprogramma met onder meer Ian Dury & the Blockheads werd Madstock een weekendfestival. Het was een succes, maar niet dankzij Morrissey, die zich de woede van het publiek op de hals haalde door gehuld in een Union Jack op het podium te verschijnen en een nummer als National Front Disco te vertolken. Maar dit had zo z'n redenen.
Madness zelf kreeg een heldenontvangst en bracht met veel enthousiasme een greatest hits-set ten gehore die uit de eerste vijf albums werd samengesteld. Ook werden de openings- en sluitingszin van The Prince bewaarheid.
"An earthquake is erupting" ... Er werd daadwerkelijk een aardbeving opgemeten.
"Bring back the Prince" ... Prince Buster deed op beide avonden mee tijdens One Step Beyond en Madness.
In november 1992 verschenen de cd- en videoregistratie die in november 1992 verschenen, zij het dat Prince Buster daarop ontbrak vanwege een rechtenkwestie. De afsluitende Jimmy Cliff-cover The Harder They Come werd op single op single uitgebracht.
Ter afsluiting van een succesvol comebackjaar begon Madness aan een uitverkochte arenatournee waarbij de fans op een nieuw nummer werden getrakteerd; het door Barson geschreven Moondance. Dit schiep verwachtingen die echter niet konden worden waargemaakt omdat de bandleden zich niet weer in een druk schema wilden laten duwen zoals in het verleden.

### 1993-1996; meer reünieconcerten
In 1993 nam Madness een officieuze Brit Award in ontvangst voor Beste Oude Nieuwkomer en gaf het twee festivalconcerten plus een kersttournee ter promotie van de verzamelbox The Business (singles, B-kantjes en rariteiten). Op 6 augustus 1994 volgde een tweede editie van Madstock II.
Boze tongen, zowel binnen als buiten de fanbasis, spraken echter van het droste-effect omdat nieuw materiaal uitbleef en de minder vaak gespeelde nummers (de z.g. deep cuts) uit de setlijst waren verdwenen. Ook Bedford had er op deze manier geen zin meer in en liet (tijdelijk) verstek gaan om zich op zijn werkzaamheden als grafisch ontwerper te richten. Norman Watt-Roy, de tien jaar oudere Blockheads-bassist, nam zijn plaats in bij de kersttournee van 1995 en deed dat ook in 1996 bij Madstock III en het opwarmconcert voor de halve EK-finale in Manchester.
Bij die laatste twee optredens werden nieuwe nummers gespeeld: Wonderful, Saturday Night Sunday Morning en Culture Vulture. Maar wederom werd het geduld van de fans op de proef gesteld omdat ook McPherson uit Madness stapte om zich op zijn succesvolle solocarrière te richten. Tot een geplande bijdrage aan een Noël Coward-tribute-album in 1997 kwam het niet, en voor het eerst sinds de aankondiging van de reünie ging er een jaar voorbij zonder Madness.

### 1998-1999; Universal Madness en Wonderful
Ondertussen was de derde skagolf uitgebroken, en ditmaal in Amerika; bands die ska met hardcore-punk vermengden en de Grote Drie van 2-Tone als inspiratiebron noemden. Vandaar dat Madness in 1998 weer bijeenkwam in volledige bezetting voor een Westkusttournee (met Bedford) en een eenmalige terugkeer tijdens het Weenie Roast-festival (zonder Bedford); tussendoor vond op 7 juni 1998 Madstock IV plaats. Het concert in Los Angeles werd opgenomen voor de live-cd Universal Madness die voorjaar 1999 uitkwam. Ter promotie gaf Madness drie concerten in Amerika waarbij ook nieuwe nummers werden uitgeprobeerd.
Najaar 1999 verscheen het comebackalbum Wonderful met zowel nutty als serieuzere songs. Het gematigd ontvangen album haalde de Britse top 20 en bracht drie singles voort. Het vooraf uitgebrachte Lovestruck werd al in juli een top 10-hit dankzij een uitgebreide promotiecampagne. Opvolgers Johnny the Horse en Drip Fed Fred (duet met Ian Dury) deden het minder door het verschuiven van de releasedatum en het vermeende gebrek aan hitpotentie.
Daarentegen was de traditionele kersttournee wel een succes; er werden zeven nummers van het album gespeeld.

### 2000-2001; Ian Dury-tribute
Nadat Dury op 27 maart 2000 aan kanker overleed ontstond er een massale coming out onder Madness-fans die zich spontaan aanmeldden als donateur van het kankerbestrijdingsfonds. 16 juni was er een herdenkingsconcert in de Brixton Academy waar bands en artiesten een nummer van Dury coverden. Madness speelde My Old Man waarvan reeds een studioversie was opgenomen voor het tribute-album Brand New Boots & Panties dat in 2001 uitkwam. McPherson en Smyth zongen het in het muziekprogramma Later with Jools Holland met begeleiding van de Blockheads. Verder waren de bandleden dat jaar volop met solo-activiteiten bezig.

### 2002-2003; Our House, the Musical
Op 18 en 19 april 2002 stond Madness in Ahoy, Rotterdam als hoofdact van Heineken Nightlive. De band was op dat moment bezig met de voorbereidingen van een musical.
Our House, dat op Sliding Doors-achtige wijze het vertelt van een jongen (Joe) die op het punt staat een overval te plegen, ging 28 oktober 2002 in première op West End; de musical liep bijna een jaar en werd bekroond met een Olivier Award. Speciaal voor de musical schreef Madness twee nieuwe nummers; Sarah's Song en Simple Equation. Geen van beide nummers werden gespeeld tijdens de kersttournee van dat jaar. In juni 2003 nam McPherson tijdelijk de rol van Joes vader over. Ook Thompson begaf zich op het acteervlak; hij speelde vier maanden later in een eenmalige amateurproductie van Oliver Twist.
Het jaar 2003 werd afgesloten met de release van de Singles Box Volume 1. Ter promotie begon Madness voor de zesde keer sinds de aankondiging van de reünie aan een kersttournee.

### 2004-2005; The Dangermen
In mei 2004 gaf Madness onder het pseudoniem The Dangermen een aantal concerten in de Dublin Castle waarbij er hoofdzakelijk ska- en reggaecovers werden gespeeld. Dit waren ook de nummers die op hun volgende album kwamen te staan. Echter, tijdens de opnamen stapte Foreman wegens "time-consuming bollocks" (vrij vertaald: flinke ruzie). Zijn plek werd beurtelings ingenomen door Kevin Burdett, gitarist in de coverbands van Thompson, en Segs Jummings die beiden hun opwachting maakten tijdens een reguliere tournee langs de bossen van Engeland.
The Dangermen Sessions Vol. 1 verscheen in juni 2005 en werd niet onverdeeld ontvangen; zowel voor- als tegenstanders maakten vergelijkingen met de Labour of Love-albums van UB40. In Groot-Brittannië werd The Dangermen Sessions met een 11e plaats het hoogst genoteerde studioalbum sinds Keep Moving. In Frankrijk werd het een nog groter succes, net als de single Shame & Scandal In The Family.
Op 19 juli 2005 gaf Madness een uitverkocht concert in de Melkweg; de helft van het publiek reageerde verward omdat er te weinig hits werden gespeeld en ook de pers sprak van een veredelde bruiloftsband. Door de webcast op Fabchannel werd het concert alsnog een succes.
Na de Dangermen USA Tour van september gaf Madness in oktober drie concerten in Brussel (de 16e), Parijs (de 17e) en de Amsterdamse Heineken Music Hall (de 18e); ditmaal kregen de fans zowel de Dangermen-nummers als de bekende hits voorgeschoteld.

### 2006; festivaltournees
Gedurende de zomer van 2006 toert Madness langs de Europese festivals met tussendoor een uitstapje naar Japan waar de band vriendschap sluit met Franz Ferdinand. De Lage Landen worden vertegenwoordigd door het Leuvense Marktrock en Groot-Brittannië krijgt alweer de zevende kersttournee in 14 jaar tijd.

### 2007-2011; The Liberty of Norton Folgate
Ondertussen werkte Madness aan nieuw materiaal dat voortborduurde op de sound van The Dangermen Sessions; als eerste voorbode werd in februari 2007 de single Sorry uitgebracht.
Speciaal voor de Duitse markt verscheen in maart NW5, een nummer dat samen met een remix van It Must Be Love was opgenomen voor de film Neues Vom Wixxer (het vervolg op Der Wixxer uit 2004 waarvoor de van Wonderful afkomstige albumtrack The Wizard was gebruikt.
In de zomer van 2007 trok Madness weer langs de Europese festivals (waaronder Rock Zottegem op de datum 07-07-07) en de arena's van Groot-Brittannië en Ierland.
Vervolgens kreeg NW5 eindelijk een Britse release; in januari 2008 werd het nr. 24 in de top 40 en nr. 1 in de indie-charts.
Op 24, 25 en 26 juni gaf Madness drie concerten in de Londense zaal Hackney Empire die aan het nieuwe album waren gewijd; de bekende hits werden daarbij in een aparte set gespeeld. Film- en clipregisseur Julien Temple maakte een registratie van de concerten
De rest van 2008 stond in het teken van zomerfestivals en drie kerstoptredens in Manchester, Brussel en Londen.
In 2009 verscheen The Liberty of Norton Folgate, een conceptalbum over Londen (Foreman: "En waar denk je dat onze vorige platen over gingen?"); in januari als download en op 18 mei als officiële release. Het album werd lovend ontvangen en de festivaltournee van dat jaar bracht Madness op 31 mei naar Pinkpop. Op 17 juli was er voor het eerst sinds 1998 weer een Madstock waarbij echter van een aantal tradities werd afgeweken. Zo vond nr. 5 in een oneven jaar plaats op een vrijdag en vormde Victoria Park ditmaal het decor.
Op 8 september 2009 verving Madness Oasis als hoofdact van een festival in Parijs nadat gitarist Noel Gallagher met ruzie uit de band was gestapt. Ook Bedders hield het weer voor gezien; in zijn afwezigheid ging Madness verder op de ingeslagen weg en deed op 15 mei 2010 een uitverkochte Heineken Music Hall aan.
Op 31 oktober 2010 verscheen de ruim 500 pagina's tellende biografie House Of Fun: The Story Of Madness.
Eind november 2010 begon Madness aan een uitgebreide Britse tournee waarin vijf matineeconcerten waren opgenomen. Ook werden er twee nieuwe nummers gespeeld waaronder My Girl 2.
Speciaal voor een bierreclame werd een nieuwe versie opgenomen van Baggy Trousers. Op het Meltdown-festival (gastprogrammeur: Ray Davies) werden drie nieuwe nummers gespeeld als voorproefje van het optreden op de eerste editie van het eigen festival House Of Fun Weekender ; You Can't Keep A Good Thing Down (dat Thompson oorspronkelijk voor Crunch schreef), 1978 en Death Of A Rude Boy.

### 2012-2013; Oui Oui, Si Si, Ja Ja, Da Da
In de zomer speelde Madness Our House met alle zeven leden op twee grote evenementen; het 60-jarig jubileum van Koningin Elizabeth in juni en de sluitingsceremonie van de Olympische Spelen in Londen. Tussendoor deed de festivaltournee op 16 juni Indian Summer aan.
Op 27 september gaf Madness een concert in de Roundhouse (een voormalige tramremise waar de band in het verleden oefende) tijdens het iTunes-festival met Seamus Beaghan als invaller voor Barson. Voorafgegaan door een luistersessie verscheen in oktober de cd Oui Oui Si Si Ja Ja Da Da met de singles My Girl 2 (het feitelijke titelnummer) en Never Knew Your Name.
27 oktober 2012 gaf Madness een concert in de Heineken Music Hall; een maand later was er weer een House Of Fun Weekender als aftrap van de Britse Kersttournee.
In januari 2013 keerde Bedders terug en speelde de volledige bezetting op een benefietconcert en in de talkshow van Jonathan Ross (19 januari). 22 maart gaf Madness zonder Thompson een afscheidsconcert voor het BBC-gebouw. Tijdens Night Boat to Cairo kwam voormalig Dr. Feelgood- en Blockheads-gitarist Wilko Johnson meespelen
Thompson schitterde ook 11 augustus door afwezigheid op het Brussels Summer Festival; vijf dagen later speelde hij er met zijn eigen goedlopende ska-band.
Nederland werd op 14 september aangedaan met een optreden op het Appelpop-festival in Tiel; Smyth had kort tevoren de band verlaten voor een solocarrière. Ondertussen bracht Madness in Groot-Brittannië drie biermerken op de markt waaronder Gladness. Eind november werden er twee concerten gegeven tijdens de derde House of Fun Weekender waaronder een schier integrale uitvoering van Folgate.

### 2014-2015; Specialized in Madness
In augustus 2014 verscheen de tribute-cd Specialized 3 - Mad Not Cancer waarop skabands nummers van Madness coveren om geld in te zamelen voor het Teenage Cancer Trust. Tijdens de House of Fun-weekender vonden er Invaders- en Dangermen-concerten plaats.
In 2015 speelde Madness voornamelijk in Britse voetbalstadions. Smyth bracht dat jaar zijn eerste solo-cd uit.

### 2016-2018; Can't Touch Us Now
In september 2016 verscheen de single Mr. Apples als voorbode van de cd Can't Touch Us Now die eind oktober uitkwam. Tijdens de House of Fun Weekender speelde Madness albumtracks van One Step Beyond en Absolutely; Rhoda Dakar bracht afzonderlijk haar versie van het Mad Not Mad-nummer Tears You Can Hide ten gehore. Na eerder (28 mei) hoofdact te zijn geweest op Dauwpop kwam Madness 5 en 6 december weer naar Nederland voor twee uitverkochte concerten.
Op 9 juli 2017 stond Madness - voor het eerst sinds de Mad Not Mad-tournee weer bijgestaan door een percussionist - op Bospop, om in november terug te komen voor twee concerten. Als opmaat naar de House of Fun Weekender werden er naast de bekende hits ook zeldzame nummers gespeeld.
Op 10 augustus 2018 kwam Madness naar de Effenaar voor een gezamenlijk concert met UB40 (in de bezetting met zanger Duncan Campbell).
Madness sloot 2018 af met een oudejaarsconcert op de Big Ben; het werd live uitgezonden door de BBC met vuurwerkonderbreking.

### 2019-2020; veertig jaar Madness
In mei 2019 begon Madness aan een tournee ter viering van het veertigjarig jubileum. 15 juni gaf de band een concert met begeleiding van een symfonieorkest. In november vond de voorlaatste House of Fun Weekender plaats. 12 december 2019 stond Madness in de AFAS Live. Diezelfde maand verscheen de single Bulingdon Boys als download.
In navolging van Amy Winehouse werd Madness op 2 maart 2020 in de Camden Walk of Fame opgenomen; Thompson en Foreman waren hier niet bij aanwezig, Smyth daarentegen wel. De plechtigheid werd ingeluid door een toespraak van rapper Dizzee Rascal.

### 2020-2021; coronacrisis
Madness zou ook in 2020 weer op vele festivals spelen, maar door de coronacrisis werden alle data verplaatst naar 2021-2022. McPherson en Barson traden onder de toegestane maatregelen als duo op. Foreman sprak met fans via zoom-sessies, onder meer eind november toen de allerlaatste House of Fun Weekender plaats had moeten vinden. Op 14 mei gaf de band een uniek livestreamconcert vanuit The Palladium in London, waarbij de band zichzelf via vooraf opgenomen beelden bekeek en bekritiseerde vanuit het publiek. Madness liet hierbij zien en horen de lockdown niet als een nadeel te zien, maar de lockdown juist als voordeel te zien om nieuwe ideeën op te doen.
Ondertussen werd de documentaire Before We Was We uitgezonden en verscheen er een boek met dezelfde titel. In november 2021 vond alsnog de tiende en laatste House of Fun Weekender plaats. Daarna volgde de 14 data tellende Ladykillers-tournee met voorprogramma van Squeeze.

### 2023; Theatre of the Absurd Presents C’Est La Vie
Op Zaterdag 10 juni 2023 kwam Madness naar Nederland voor een concert op de mainstage van het Hello Festival in Emmen.
In september kondigde de band een nieuw album aan - Theatre of the Absurd Presents C’est La Vie - dat 17 november 2023 - voorafgegaan door de singles C'est La Vie en Baby Burglar - uitkwam gevolgd door een Britse tournee met concerten in o.a. Liverpool, Manchester en Londen. Het werd het allereerste studio-album ooit van Madness dat de nummer 1-positie bereikte in de UK Albums Top 100.

## Discografie

### Albums
| Album met eventuele hitnotering(en) in de Nederlandse Album Top 100 | Datum van verschijnen | Datum van binnenkomst | Hoogste positie | Aantal weken | Opmerkingen   |
| ------------------------------------------------------------------- | --------------------- | --------------------- | --------------- | ------------ | ------------- |
| One step beyond...                                                  | 10-1979               | 07-06-1980            | 12              | 17           |               |
| Absolutely                                                          | 09-1980               | 18-10-1980            | 1 (3 wk)        | 38           |               |
| 7                                                                   | 10-1981               | 10-10-1981            | 7               | 19           |               |
| Complete Madness                                                    | 23-04-1982            | 12-06-1982            | 16              | 10           | Verzamelalbum |
| The rise & fall                                                     | 10-1982               | 11-12-1982            | 47              | 3            |               |
| Keep moving                                                         | 02-1984               | -                     |                 |              |               |
| Mad not mad                                                         | 09-1985               | -                     |                 |              |               |
| Utter Madness                                                       | 11-1986               | -                     |                 |              |               |
| The Madness                                                         | 1988                  | -                     |                 |              |               |
| Divine Madness                                                      | 24-02-1992            | 11-04-1992            | 62              | 8            | Verzamelalbum |
| Madstock!                                                           | 02-11-1992            | -                     |                 |              | Livealbum     |
| Universal Madness - Live in Los Angeles                             | 02-03-1999            | -                     |                 |              | Livealbum     |
| Wonderful                                                           | 01-11-1999            | -                     |                 |              |               |
| The Dangermen Sessions Vol. 1                                       | 04-07-2005            | 06-08-2005            | 59              | 3            |               |
| The Liberty of Norton Folgate                                       | 18-05-2009            | 30-05-2009            | 52              | 4            |               |
| Oui oui si si ja ja da da                                           | 26-10-2012            | 03-11-2012            | 37              | 2*           |               |
| Can't Touch Us Now                                                  | 28-10-2016            | -                     |                 |              |               |
| Theatre Of The Absurd presents C'est La Vie                         | 24-11-2023            | 24-11-2023            | 88              | 1*           |               |

| Album met hitnotering(en) in de Vlaamse Ultratop 200 albums | Datum van verschijnen | Datum van binnenkomst | Hoogste positie | Aantal weken | Opmerkingen |
| ----------------------------------------------------------- | --------------------- | --------------------- | --------------- | ------------ | ----------- |
| The dangermen sessions - Volume one                         | 2005                  | 27-08-2005            | 93              | 1            |             |
| The liberty of Norton Folgate                               | 2009                  | 30-05-2009            | 70              | 2            |             |
| Oui oui si si ja ja da da                                   | 2012                  | 10-11-2012            | 171             | 1*           |             |

### Singles
| Single met eventuele hitnotering(en) in de Nederlandse Top 40 | Datum van verschijnen | Datum van binnenkomst | Hoogste positie | Aantal weken | Opmerkingen                               |
| ------------------------------------------------------------- | --------------------- | --------------------- | --------------- | ------------ | ----------------------------------------- |
| One step beyond...                                            | 1979                  | 08-12-1979            | 34              | 4            | Nr. 29 in de Single Top 100               |
| Night Boat to Cairo                                           | 1980                  | 28-06-1980            | 21              | 8            | Nr. 29 in de Single Top 100               |
| Baggy trousers                                                | 1980                  | 29-11-1980            | 4               | 10           | Nr. 6 in de Single Top 100                |
| Embarrassment                                                 | 1981                  | 31-01-1981            | 2               | 10           | Nr. 4 in de Single Top 100 / Alarmschijf  |
| Grey day                                                      | 1981                  | 23-05-1981            | 25              | 6            | Nr. 18 in de Single Top 100               |
| Shut up                                                       | 1981                  | 24-10-1981            | 31              | 3            | Nr. 25 in de Single Top 100               |
| It must be love / Mrs. Hutchinson                             | 1981                  | 19-12-1981            | tip7            | -            | Nr. 43 in de Single Top 100               |
| Cardiac arrest / In the city                                  | 1982                  | 13-03-1982            | 15              | 6            | Nr. 26 in de Single Top 100 / Alarmschijf |
| House of fun                                                  | 1982                  | 22-05-1982            | tip5            | -            | Nr. 34 in de Single Top 100               |
| Our house                                                     | 1982                  | 20-11-1982            | tip13           | -            |                                           |
| Tomorrow's (Just another day)                                 | 1983                  | 12-03-1983            | tip18           | -            |                                           |
| Yesterday's men                                               | 1985                  | 07-09-1985            | tip6            | -            | Nr. 41 in de Single Top 100               |
| Shame & scandal (in the family)                               | 12-09-2005            | -                     |                 |              | Nr. 100 in de Single Top 100              |

| Single met hitnotering(en) in de Vlaamse Ultratop 50 | Datum van verschijnen | Datum van binnenkomst | Hoogste positie | Aantal weken | Opmerkingen                 |
| ---------------------------------------------------- | --------------------- | --------------------- | --------------- | ------------ | --------------------------- |
| My girl                                              | 1980                  | -                     |                 |              | Nr. 23 in de Radio 2 Top 30 |
| Night Boat to Cairo                                  | 1980                  | 24-05-1980            | 25              | 1            | Nr. 18 in de Radio 2 Top 30 |
| Baggy trousers                                       | 1980                  | 10-01-1981            | 23              | 5            | Nr. 19 in de Radio 2 Top 30 |
| Embarrassment                                        | 1981                  | 21-02-1981            | 11              | 9            | Nr. 12 in de Radio 2 Top 30 |
| Grey day                                             | 1981                  | 13-06-1981            | 28              | 6            | Nr. 21 in de Radio 2 Top 30 |
| Shut up                                              | 1981                  | 07-11-1981            | 38              | 2            |                             |
| Cardiac arrest / In the city                         | 1982                  | 27-03-1982            | 24              | 5            | Nr. 23 in de Radio 2 Top 30 |
| Our house                                            | 1982                  | 08-01-1983            | 15              | 8            | Nr. 12 in de Radio 2 Top 30 |
| Wings of a dove                                      | 1983                  | 17-09-1983            | 32              | 2            | Nr. 23 in de Radio 2 Top 30 |
| Yesterday's men                                      | 1985                  | 02-11-1985            | 28              | 3            | Nr. 25 in de Radio 2 Top 30 |

### NPO Radio 2 Top 2000
| Nummers met noteringen in de NPO Radio 2 Top 2000 | '99 | '00  | '01  | '02  | '03  | '04  | '05  | '06  | '07  | '08  | '09  | '10  | '11 | '12  | '13  | '14  | '15  | '16 | '17 | '18  | '19  | '20  | '21  | '22  | '23  | '24  |
| ------------------------------------------------- | --- | ---- | ---- | ---- | ---- | ---- | ---- | ---- | ---- | ---- | ---- | ---- | --- | ---- | ---- | ---- | ---- | --- | --- | ---- | ---- | ---- | ---- | ---- | ---- | ---- |
| Baggy Trousers                                    | -   | 495  | 1021 | 1042 | 627  | 805  | 1089 | 1471 | 1542 | 1119 | 606  | 681  | 802 | 613  | 756  | 740  | 826  | 894 | 929 | 1268 | 1214 | 1083 | 1233 | 1121 | 1219 | 1313 |
| Embarrassment                                     | -   | 1251 | 1705 | 1218 | 1476 | 1590 | 1981 | -    | -    | -    | 1517 | 1704 | -   | 1704 | 1624 | 1576 | 1699 | -   | -   | -    | -    | -    | -    | -    | -    | -    |
| Night Boat to Cairo                               | -   | 888  | 1570 | 945  | 671  | 833  | 1206 | 1424 | 1642 | 1171 | 836  | 933  | 980 | 944  | 858  | 840  | 967  | 971 | 998 | 1178 | 1174 | 984  | 1097 | 1188 | 1210 | 1257 |
| One Step Beyond                                   | 415 | 677  | 550  | 482  | 610  | 510  | 811  | 773  | 1116 | 729  | 421  | 463  | 508 | 384  | 373  | 295  | 367  | 344 | 304 | 541  | 544  | 511  | 591  | 694  | 739  | 840  |
| Our House                                         | -   | -    | -    | -    | -    | -    | -    | -    | -    | -    | -    | -    | -   | -    | -    | -    | -    | 661 | 734 | 957  | 872  | 693  | 951  | 957  | 1043 | 1192 |

1. ↑  Een '-' betekent dat het nummer niet was genoteerd en een vetgedrukt getal geeft de hoogste notering van een nummer aan.